# Électricité en Angola
L'électricité en Angola constitue un secteur stratégique pour le développement économique du pays, marqué par d'importantes disparités d'accès et un potentiel énergétique considérable. Le pays mise principalement sur l'hydroélectricité pour répondre à ses besoins croissants en énergie.

## Vue d'ensemble

### Capacités et infrastructure
En octobre 2022, l'Angola disposait d'une capacité totale installée de 6 019,7 MW, avec une capacité opérationnelle de 4 947 MW et une demande de pointe de 2 186 MW. Le mix énergétique national se compose de 63,9% d'énergies renouvelables, dont 58,7% d'hydroélectricité et 0,6% d'hybride solaire/fossile, tandis que les combustibles fossiles représentent 36,1%.

### Accès à l'électricité
Le taux d'accès national à l'énergie est de 43% pour une population de 32,5 millions d'habitants, avec 74% d'accès en zone urbaine contre seulement 7% en zone rurale. La consommation d'électricité se répartit entre les ménages (45%), les services (32%) et l'industrie (9%), tandis que 14% correspondent aux pertes techniques du total de l'énergie produite.

## Mix énergétique

### Hydroélectricité
L'hydroélectricité constitue l'épine dorsale du système électrique angolais. Le potentiel hydroélectrique est estimé à 18,2 GW, dont moins d'un tiers est actuellement utilisé.
Le projet phare du secteur est la centrale hydroélectrique de Laúca. Le gouvernement angolais a pleinement mis en service le projet hydroélectrique de Laúca de 2 004 MW, qui a produit ses premiers mégawatts en juin 2019. L'installation comprend six turbines d'une capacité installée de 334 MW chacune, fournies par le groupe autrichien Andritz.

### Énergies renouvelables
Les études cartographiques récentes du ministère de l'Énergie et de l'Eau révèlent que le pays pourrait exploiter 16,3 GW d'énergie solaire et 3,9 GW d'énergie éolienne. L'Angola a le potentiel de devenir le plus grand producteur d'énergie solaire d'Afrique subsaharienne.
L'un des plus grands développements solaires du pays est le projet de 1,3 milliard d'euros livré par MCA Group, qui implique la construction de 48 réseaux de mini-grilles avec batteries de stockage dans les villages ruraux à travers le pays, ainsi que 12 autres projets connectés au réseau. Le programme résultera en une capacité totale installée de 296 MW.
Le pays vise à ajouter 800 MW d'énergie solaire et éolienne d'ici 2025.

## Réformes et programmes de développement

### Programme Power Africa
En 2020, Power Africa a commencé à aider le gouvernement angolais à mettre en œuvre un programme de financement du secteur électrique de 530 millions de dollars de la Banque africaine de développement (BAD). Le programme de la BAD, premier projet majeur de Power Africa en Angola, connectera les trois réseaux électriques régionaux de l'Angola en un réseau électrique national pour la première fois grâce à une ligne de transmission de 343 kilomètres.
Le programme aidera également le gouvernement angolais à installer 1,2 million de compteurs prépayés dans le but d'augmenter l'accès des Angolais à l'électricité à partir de son estimation actuelle de 42% dans la plupart des villes.

### Réforme législative 2025
La nouvelle législation vise à attirer les investissements privés, améliorer l'efficacité opérationnelle et soutenir la transition énergétique de l'Angola.

## Intégration régionale
Le pays cherche à exporter l'excédent d'électricité vers d'autres pays de la région et est membre du SAPP (Southern African Power Pool) et du CAPP (Central African Power Pool), cependant, des investissements sont nécessaires pour intégrer le pays à ces pools.

## Défis et perspectives

### Contraintes identifiées
Le programme SAEP a identifié cinq contraintes clés sur l'investissement : 1. réglementation, planification et approvisionnement énergétiques inefficaces ; 2. faible viabilité commerciale des entreprises énergétiques publiques ; 3. limitations de l'harmonisation régionale et du commerce transfrontalier de l'électricité ; 4. manque de technologies et pratiques d'énergie propre et renouvelable et faible efficacité énergétique ; et 5. faible capacité institutionnelle et des ressources humaines pour la gestion du secteur énergétique.

### Objectifs stratégiques
La nouvelle stratégie "Angola 2050" fixe un objectif de 60% d'énergies renouvelables dans le mix électrique en 2035. Le pays vise à réduire ses émissions de GES de 21% en 2030, par rapport à un scénario de maintien du statu quo.

## Acteur principal

### Empresa Nacional de Electricidade (ENE)
La centrale électrique est détenue par la compagnie d'électricité publique angolaise Empresa Nacional de Electricidade (ENE), qui constitue l'opérateur principal du secteur électrique national.